# 嘉樂寶汽車
嘉樂寶汽車股份有限公司是一家台灣的汽車公司，前身為佳樂汽車，現為韓國起亞KIA商用車系在台灣地區之總經銷。
前身佳樂汽車早期曾進口多款越野車種，包含了幻象Dalla、Suzuki Santana、法國Overland、UMM、Chrysler Jeep、韓國Asia Motors之Rocsta 路自達和現代精工之Galloper及Santamo等。

## 沿革

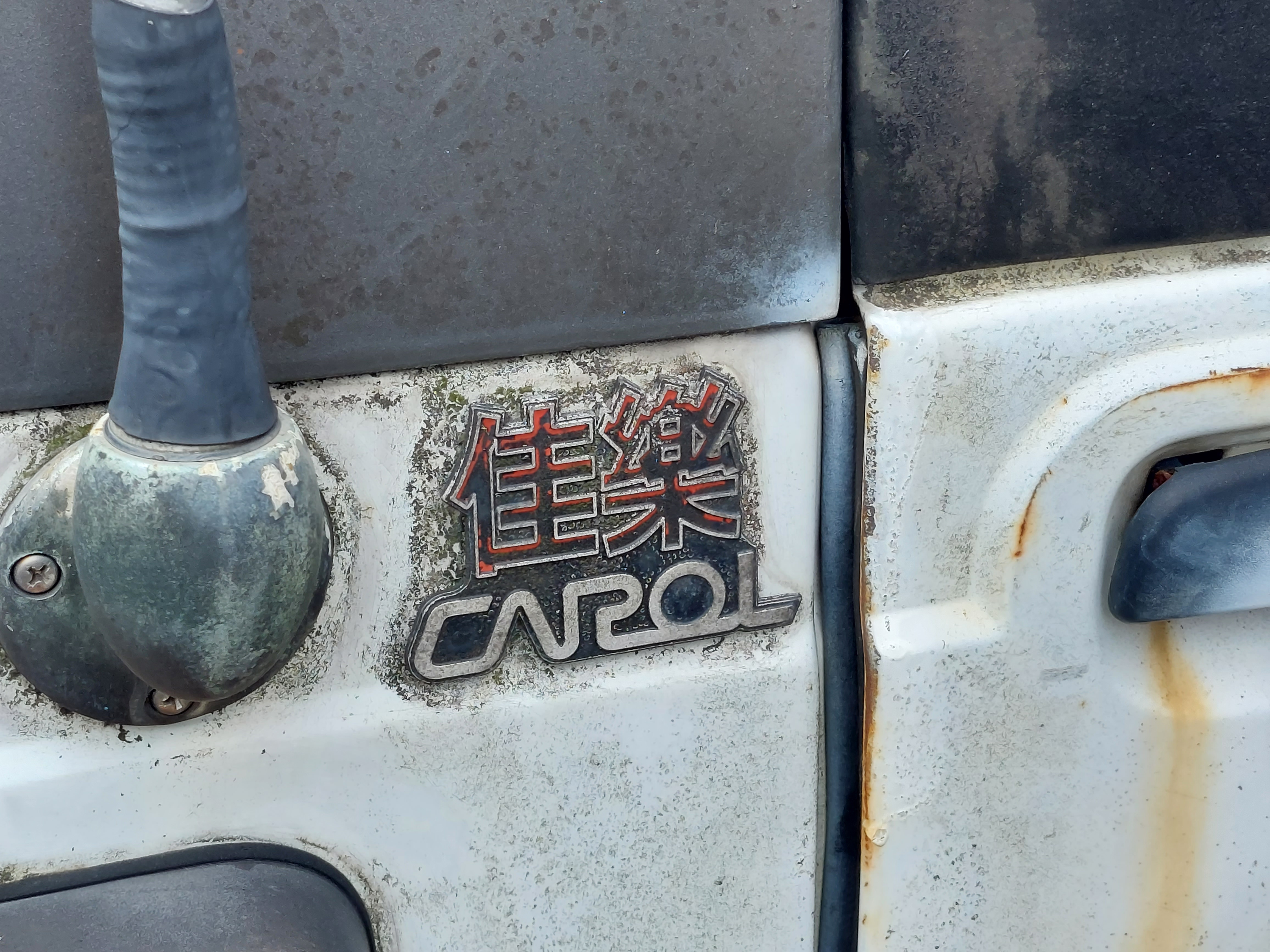
貼在路自達R2後方的佳樂汽車標誌

- 1987年，在台中成立台灣第一家吉普車專賣店，先後引進美國吉普車AMC Jeep，法國的DALLAS、AUVERLAND，及西班牙生產的SANTANA SUZUKI等。
- 1989年，聯合全台的吉普車愛好者，成立中華民國越野吉普車運動協會，並舉辦第一屆國際越野吉普車大賽。
- 1990年，引進韓國Asia Motors（英语：Asia_Motors）的Rocsta (路自達柴油吉普車)（英语：Asia Rocsta），1992年台灣與韓國斷交，路自達隨即中止進口，直至1996年再重新開放。[2]
- 1994年，取得民用悍馬及軍用悍馬零件的代理權。
- 1996年，取得韓國現代精工GALLOPER(長軸家樂寶，短軸佳樂豹)的代理權[3]，並將公司遷移至文心路。
- 1998年，佳樂汽車轉型為嘉樂寶汽車，並成為永豐集團旗下之一子公司。
- 1998年，派遣GALLOPER佳樂豹車隊遠征中南半島參加亞洲拉力賽及國內挑戰賽。
- 2003年，進口KIA柴油小貨車K2500 TCI，並命名為卡旺柴油車。
- 2004年，進口KIA廂型車Pregio，命名為卡旺K-RV。
- 2006年，進口KIA商用車4X4車款，時為全臺第一輛3.5噸級四輪傳動商用車。
- 2008年，進口KIA柴油小貨車K2900 CRDi，並命名為超級卡旺。
- 2012年，進口KIA柴油小貨車，並命名為新卡旺。
- 2019年，參加「臺灣2020世界新車大展」，KIA商用車首次展出改裝露營車。[4]
- 2020年，進口KIA自排柴油小貨車。
- 2021年，與森那美攜手合作，成為臺灣KIA商用車總經銷。[5]